# Adolfo Werneck
Adolpho Jansen Werneck de Capistrano (Morretes, 3 de dezembro de 1879 — Curitiba, 18 de agosto de 1932) foi um funcionário público, jornalista e poeta brasileiro.

## Biografia
Adolpho nasceu na cidade paranaense de Morretes em uma quarta-feira, dia 3 de dezembro de 1879, conforme o próprio biografado expressa em um dos seus poemas:
| “ | Morretes, meu torrão, solo fecundo regado pelo manso Nhundiaquara, terra em que os olhos eu abri ao mundo, ao calor de Dezembro, em tarde clara. | ” |

Filho do telegrafista João Werneck de Sampaio Capistrano, natural do Rio de Janeiro, e Maria da Paz Surana Cameu, natural de Desterro, atual Florianópolis. Apesar de nascido em Morretes, Adolpho foi batizado em Desterro mais de dois anos depois, em 24 de junho de 1880.
Em 23 de setembro de 1905, na Igreja de Santa Felicidade, em Curitiba, Adolpho casa-se com a tibagiana Maria Antonietta Bandeira Fernandes, filha do Major Antonio Chrispim de Oliveira Fernandes e de Idalina Bandeira Fernandes. Foi testemunha Leocádio Correia. Do matrimônio nascem cinco filhos: Adolpho Filho, o “Didi” (23/07/1906), Aglaé (1907), Arion (1909), Azir (1911-1912), Arícia (1915) e Astelio (1916-1917).
Nomeado em 1909 para o serviço público no Ministério da Fazenda, no cargo de 2º Escriturário da Alfândega de Corumbá, Mato Grosso, atualmente Mato Grosso do Sul. Em 1910 retorna para Curitiba, como 4.º Escriturário na Delegacia Fiscal do Tesouro Nacional no Paraná, órgão ligado ao Ministério da Fazenda, e em 1911 é designado para servir na Caixa Econômica anexa ao órgão.
Sua primeira esposa falece em 28 de agosto de 1922, de tuberculose. Em 1927 casa-se com Alice Marçallo Taborda Ribas, tendo com ela cinco filhos: Aliwerne (1925), Werli (1926), Adolice (1928), Adolpho Taborda (1929) e Alice ou “Terezinha” (1931).
Como jornalista, foi redator e colaborador em revista e jornais, tais como: O Sapo, A Carga (revista de humor), Cassino Curitibano, Azul, Diário da Tarde (jornal), Almanach Paranaense, entre outros. Suas contribuições a estes periódicos englobavam trabalhos de poesia e também de cunho humorístico e algumas vezes utilizou-se de pseudônimos como: “Mello Dias e Companhia”, “Mostarda e Companhia” e “Jansen Capistrano”.
Suas principais obras são: “Dona Loura” (poemas de 1903), “Bizarrias” (sonetos de 1908), “Insônia” (poemetos de 1921), “Minha Terra” (poemetos de 1922), “Arco-Íris” (versos de 1923), entre outros.
Em 18 de agosto de 1932, quinta feira, às 21 horas, Adolpho falece em sua residência na Rua Ébano Pereira, 139, em Curitiba, de “insuficiência cardiorrenal”, aos 52 anos de 08 meses de idade. Foi sepultado no Cemitério São Francisco de Paula, o Cemitério Municipal em Curitiba, com a primeira esposa, Maria Antonietta. Em sua lápide consta um livro aberto em mármore branco, com seus nomes e a inscrição: “Aos paes estremecidos | Homenagem dos seus filhos | Silêncio! Paz as suas almas”.

## Carreira literária
Em sua juventude, Adolpho escreve no jornal “A Notícia” de 21 de junho de 1907, sob o pseudônimo “Bingue”, com o título “Excerpto”. Após a Revolução Federalista, muda-se para Curitiba.
No final do século XIX, forma-se no Paraná um grupo de escritores e artistas, em reflexo aos movimentos influenciados pelas academias da França. O Cenáculo, com origem nos salões do Clube Curitibano, era encabeçado por Dario Vellozo, Silveira Neto, Antonio Braga, Júlio Perneta, Rocha Pombo e Leôncio Correia, e dura de 1895 a 1897.
Em 27 de novembro de 1898, na edição nº. 38 de “O Sapo”, revista humorística e literária de Curitiba, tem-se notícia de sua primeira publicação, o soneto “Junto de ti...”. Colabora posteriormente com “Victrix” (1902) de Emiliano Perneta, “O Olho da Rua” (1907) e inicia em 1903 sua colaboração no jornal “Diário da Tarde”. Em 1903 publicou seu primeiro livro, “Dona Loura”, evocação da “loura”, a “Elza”, a mulher ideal recorrente no Simbolismo. Da obra não resta nenhum exemplar.
Em celebração da cidade de Morretes, nas festividades de 19 de dezembro de 1903, ocorre a primeira publicação do poema “Nhundiaquara”, sobre o principal rio morretense. Em 1908 publica “Bizarrias”, um pequeno livreto de poesia sinistra, marcadamente Simbolista. Em 12 de outubro de 1912 foi publicado o primeiro número do jornal “Commercio do Paraná”, com orientação de Júlio Rodrigues, direção de Domingos Velloso, Generoso Borges como secretário e Adolpho Werneck e Octavio Sidney como auxiliares.
Em 19 de dezembro de 1912, firma-se como um dos fundadores do Centro de Letras do Paraná, seu nome figurando na Ata de Fundação com os de Romário Martins, Dario Vellozo, Celestino Júnior e outros. Entre 1912 e 1913, Adolpho torna-se colaborador da revista “Fanal”, o “Órgão do Novo Cenáculo”, incluindo-se entre os chamados “Novos”. Nesses anos também colabora com a revista do “Club Coritibano” (1912) e “A Bomba” (1913).
Em 1921, publica o poema “Insomnia” e trechos de sua revista teatral “O Jornal” no jornal Commercio do Paraná, na coluna que redigia, intitulada “Cosmorama”. Em vida, Adolpho não chega a publicar a peça na íntegra.
Em 1922, publica o poema “Minha Terra”, um saudoso elogio à sua cidade natal, em obra conjunta, precedida por “Saudação a Morretes” de Leocádio Cysneiros Correia. Em 1923 publica o livro “Arco iris”, contendo diversos sonetos e outros poemas, além de seu poema mais famoso, “Nhundiaquara”. Entre 1923 e 1924 colabora com o jornal “O Itiberê” de Paranaguá.
A Academia Paranaense de Letras, fundada em 26 de setembro de 1936, concedeu justa homenagem ao poeta morretense ao determiná-lo como “Fundador” da Cadeira N° 29 desta instituição, assim como a cidade de Curitiba que batizou, em dezembro de 1957, uma das suas vias de Rua Adolfo Werneck  (a denominação desta rua já utiliza a regra da Reforma Ortográfica de 1911 que eliminou o “ph” utilizado no registro do nome do homenageado, pela letra “f”).

## Obras
- Dona Loura (1903)[5]. Não existe mais nenhuma cópia do livro. Há dois poemas que podem ter sido do livro, um deles “Dona Loura” e outro “Dona Laura”.
- Bizarrias (1908) – 25 poemas, e deles, 19 sonetos.
- Insomnia (1921) – folheto de 16 páginas. Foi um encarte, conforme a informação da página 12: "Lembrança da 12ª 'Página do Sarau' dos dominicaes nos salões do Club Casino Curitibano em a noite de 23 de Outubro de 1921". O impressor figura na quarta capa: "Papelaria Freitas - Rodrigo de Freitas"[1].
- Minha Terra (1922) – publicado juntamente com “Saudação a Morretes”, de Leocádio Cysneiros Correia.
- Arco Íris (1923) – tem 49 poemas.
- O Jornal - uma “revista teatral” com prólogo e dois atos, originalmente publicada na coluna “Cosmorama” do jornal Commercio do Paraná. O primeiro trecho encontrado foi publicado em 13 de fevereiro de 1921, e o último em 11 de setembro de 1921[1].

### Bizarrias
| - 1. Rogo ao Diabo - 2. Olhos - 3. Dandão - 4. Augurio - 5. Funeral de um coração - 6. ...That Is The Question - 7. Mendiga - 8. Sexta-feira - 9. Satanaz | - 10. Tisiphone - 11. Coveiro - 12. Hetaira - 13. Enigmático - 14. Pthysica - 15. Pró Dama - 16. Drama Eterno - 17. Origem do Amor - 18. 13 | - 19. Soneto de um triste - 20. Revoltado - 21. Auto-photographia - 22. D. Tuberculose - 23. Soneto de um tysico - 24. Enfermo Insomne - 25. Soneto |

### Arco Íris
| - 1. Ruy Barbosa - 2. Triste - 3. "O Major" - 4. 15 de Novembro - 5. Passarinho feliz - 6. A Vida - 7. Inverno - 8. Descendo o rio Paraguay - 9. A caçada - 10. Extase - 11. Nostalgico - 12. Viagem - 13. Contraste (1) - 14. Meu berço - 15. Nhundiacoara - 16. Miragem - 17. Teu retrato | - 18. Amor desfeito - 19. Esphinge - 20. Resurreição - 21. O Artista - 22. Duas mortes - 23. Diva - 24. Dois Polos - 25. Só - 26. Monologo de um pessimista - 27. Previsão (1) - 28. Calumniado - 29. Perversidade - 30. Alácre - 31. Naufragio - 32. Nova Magdala - 33. Anno novo - 34. De volta | - 35. Previsão (2) - 36. De mira-mar - 37. Soliloquio de um infeliz - 38. A caminho do Amor - 39. No ermo - 40. Versos de antanho - 41. A uma ingleza - 42. Barcarola - 43. Ballada - 44. Cantigas (1) - 45. Victorioso - 46. Villancete - 47. Cantigas (2) - 48. Epistola amorosa - 49. Viagem ideal |

## Família
Rui Werneck de Capistrano (1948-), neto de Adolpho e filho de Arion, é escritor, autor de “Máquina de escrever”.
Eduardo Capistrano (1980-) é bisneto de Adolpho, neto de Arion e sobrinho de Rui. Sua bibliografia inclui “Histórias Estranhas” (2007) e “A Quarta Dimensão” (2011).

## Homenagens
Arion Werneck de Capistrano (1909-1980), um dos filhos de Adolpho com Maria Antonietta Fernandes, publicou postumamente materiais do pai no “Correio dos Ferroviários” da RFFSA, além de textos próprios.
Três cidades homenagearam Adolpho Werneck dando seu nome a uma de suas ruas. Em Morretes, a rua Adolpho Werneck fica no bairro do Rocio. Em São Paulo, a rua Adolpho Werneck fica no bairro Jardim Somara (Grajaú). Começa na Rua Pedro Nunes Tinoco e termina na Rua Antônio José Escudeiro. Em Curitiba a rua Adolpho Werneck fica no bairro Uberaba.

### Rua Adolfo Werneck

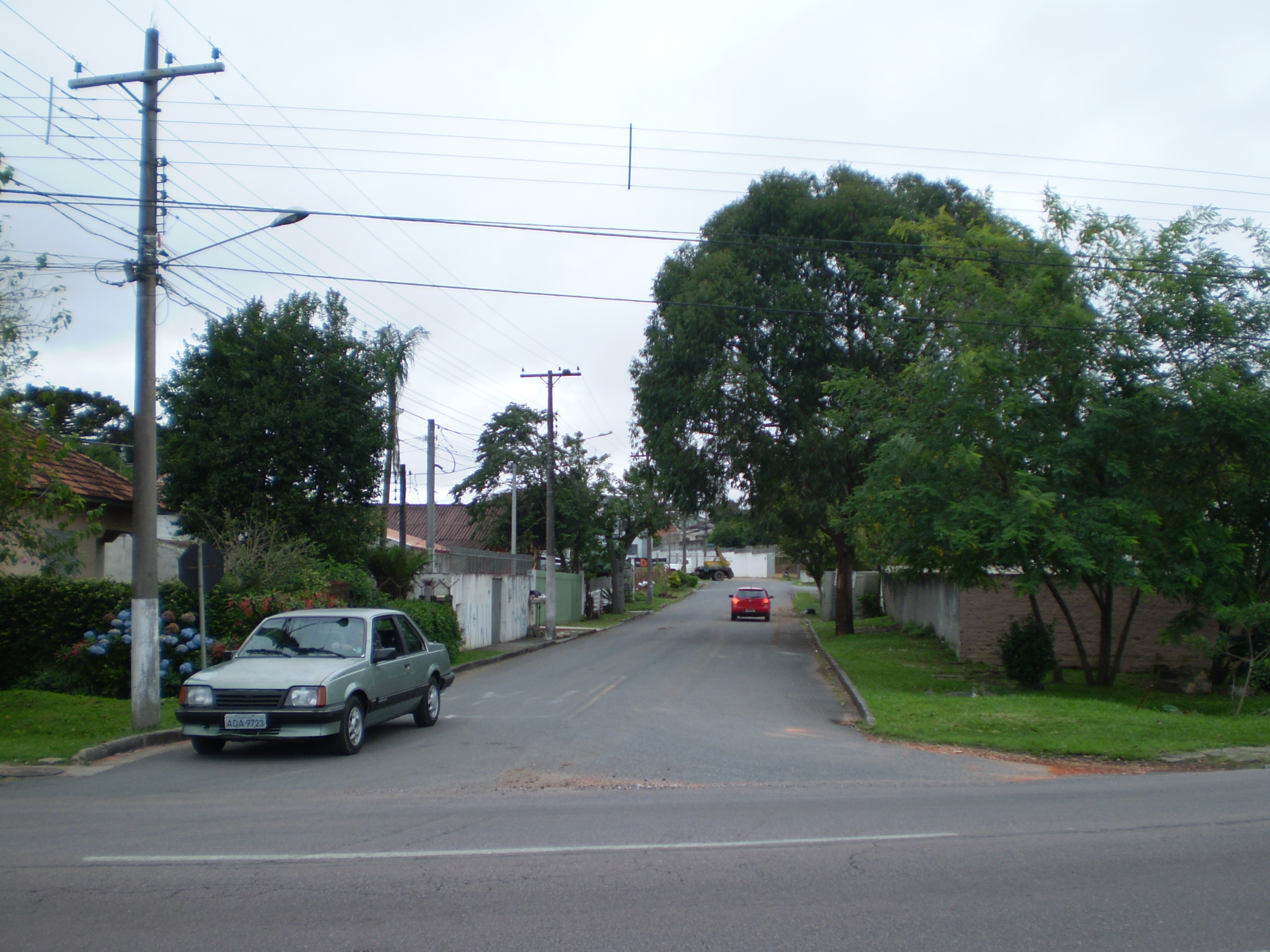
A via em sua parte baixa e o trecho mais antigo da rua. Ao fundo, a avenida Sen. Salgado Filho em abril de 2010

A rua Adolfo Werneck é um logradouro da cidade de Curitiba, capital do estado do Paraná. Está localizada no bairro do Uberaba, iniciando-se no encontro com a Avenida Senador Salgado Filho, e terminando em frente à entrada de um condomínio residencial.
No vigésimo quinto ano de falecimento do poeta e autor da obra Bizarrias, o prefeito Ney Braga assinou a Lei Ordinária n° 1505/1957 de 24 de dezembro de 1957, batizando uma das vias da capital de Adolfo Werneck.
Um detalhe desta homenagem está no texto da lei, que traz o nome com uma pequena alteração da grafia original. A divergência entre o nome da rua e o nome do homenageado decorre da alteração ortográfica ocorrida em 1911, quando substituíram-se os dígrafos de origem grega por grafemas simples, como no caso do “ph” por “f”.